# Braula coeca
Braula coeca ou Piolho da abelha é um género de mosca (Diptera) na família Braulidae, que embora seja uma Diptera não tem asas e se comporta como um comensal da Apis mellifera. Vive no corpo das abelhas e lhe rouba o alimento (néctar) fora da boca de seu anfitrão.
A família Braulidae contem dois gêneros, Braula e Megabraula, que englobam oito espécies.
Na europea foi mencionada por René Antoine Ferchault de Réaumur em 1740, que estudou sua relação com a abelha melífera.
Na década de 1920 alguns autores descreveram o ciclo de vida da espécie. Este piolho é encontrado nas mamangabas e nas abelhas melíferas, chegando a encontrado nas  abelhas rainhas.
Foi introduzida na EUA partir da Europa com os primeiros embarques de colmeias de abelhas.
Sobre os danos causados, existem diferenças de acordo com os autores. Alguns dizem que é baixo, outros autores pensam o contrário. As larvas são problemáticas porque prejudicam a aparência de mel. Apicultores praticam o controle mecânico eliminando as larvas de Braula ao desoperculador os favos de mel antes da extração.
É possível o controle químico, na Europa e Ásia que é usado os mesmos acaricidas aplicados no controle do Varroa.

## Distribuição geográfica
Esta mosca se estendeu por:
- África: República do Congo, Egito e Marrocos.
- Ásia: Índia e a União Soviética.
- Austrália: Tasmânia.
- Europa: na maior parte do continente.
- América do Sul: Argentina, Chile, Brasil, Trinidade y Trinidade e Tobago, Venezuela.
- Estados Unidos: Alabama, Delaware, Illinois, Maryland, Minnesota, York, Carolina do Norte, Ohio, Pensilvânia, Tennessee, Virginia, Virginia do oeste, e Wisconsin (Smith y Caron 1985). Na Flórida se sabe somente de um solo espécimen recolhido em uma abelha reina.

## Identificação
- Ovos: Os ovos são brancos, forma ovale duas rebordas laterais planas, paralelos ao eixo principal do ovo.[6] Imms (1942) relataram que o comprimento médio, sem flanges, é 0,78 a 0,81 mm e largura de 0,28 a 0,33 mm. Incluindo os flanges, um ovo típico mede 0,84 por 0,42 mm. Os ovos são depositados em vários lugares em uma colmeia, nas células vazias do ninho, ou na cera roída normalmente encontrados no chão de uma colônia. O período de incubação para os ovos varia entre dois dias durante o verão e 7,4 dias durante o inverno.

- Larvas: As larvas emergem dos ovos e iniciam a construção um túnel sob opérculos e por vezes nas paredes e a parte inferiores das células dos favos. Estes túneis mostrar os caixilhos infestadas como se tivessem fraturas finas. As larvas alimentam-se de mel e pólen no interior dos túneis na cera. As larvas demoram entre 7,1 e 10,8 dias para completar seu desenvolvimento, dependendo da estação.

- Crisálidas ou prepupa levam de 1 a 2,7 dias, e sua cor é branco cremoso. As pupas são branco ou amarelado de 1,4 a 1,7 mm de comprimento por 0,5 a 0,75 mm de largura.

- Adulto: O piolho tem olhos rudimentares sobre as antenas consideradas manchas claras na superfície da cutícula rodeado por anéis quitinosos de pigmentação mais escuras e cerca de 1,6 mm de comprimento. Nenhum sinal de asas ou estabilizadores. O tarso tem cinco segmentos; cada junta do terminal contém uma estrutura de pente, dividida no centro, com um número variável de dentes. Os pentes permitem que o Braula se agarre firmemente ao hospedeiro.

### Fotografias
- Vista frontal de Braula coeca
- Tarso con peines para adherirse al huésped
- Dibujo de vista superior del piojo
- Foto superior de Braula coeca